# Lemma von Jones
Das Lemma von Jones ist ein Resultat aus dem mathematischen Teilgebiet der Topologie, welches auf den US-amerikanischen Mathematiker F. Burton Jones (1910–1999) zurückgeht. Es liefert ein Kriterium, mit dem sich zeigen lässt, dass ein topologischer Raum kein normaler Raum ist. Die Frage der Normalität eines topologischen Raumes ist wegen des Zusammenhangs mit dem Metrisationsproblem bedeutsam, denn ein metrischer Raum ist stets normal.

## Formulierung des Resultats
Gegeben seien ein topologischer Raum {\displaystyle X}  und darin eingelagert zwei Unterräume {\displaystyle D_{0}\subseteq X} und {\displaystyle D_{1}\subseteq X}, für welche die folgenden Nebenbedingungen erfüllt seien:
- {\displaystyle D_{0}} sei ein abgeschlossener Unterraum von {\displaystyle X} und bzgl. der Unterraumtopologie diskret.
- {\displaystyle D_{1}} liege dicht in {\displaystyle X}.
- Es sei  {\displaystyle |D_{0}|\geq 2^{|D_{1}|}} .

Dann ist {\displaystyle X} nicht normal.

## Beispiel: Der Niemytzki-Raum
Der Niemytzki-Raum {\displaystyle \Gamma }, also die abgeschlossene obere Halbebene {\displaystyle {\overline {\mathbb {H} }}\subset {\mathbb {R} \times \mathbb {R} }}, versehen mit der Niemytzki-Topologie, erfüllt die Voraussetzungen des Lemmas von Jones mit  {\displaystyle D_{0}=\mathbb {R} \times \{0\}} und {\displaystyle D_{1}=({\mathbb {Q} \times \mathbb {Q} })\cap {\overline {\mathbb {H} }}}.